# Igreja de Nossa Senhora do Desterro (Rio de Janeiro)
A Igreja de Nossa Senhora do Desterro é um templo erguido em fins do século XVIII em Campo Grande, zona oeste do Rio de Janeiro.

## História
Igreja Matriz de Nossa Senhora do Desterro constituiu-se como um exemplo de arquitetura religiosa brasileira. Se localiza na Rua Amaral Costa, 141 - Campo Grande, Rio de Janeiro - RJ, 23050-260. 
Por iniciativa do Padre Francisco da Silveira Dias, a capela original foi erguida em 1673, em área doada pela família Barreto. Já no século XVIII, foi construída a igreja atual, em estilo barroco colonial brasileiro, na mesma área da antiga capela. Foi quando se deu a fundação da Paróquia, em 12 de janeiro de 1755. Ao longo dos séculos a igreja sofreu acréscimos e modificações, principalmente no início do século XX, depois que o templo passou por um incêndio de sérias conseqüências. 
Em 1932, o então Emmo. Sr. Cardeal Leme entregou a orientação espiritual da Paróquia N. Sra. do Desterro aos cuidados da Congregação dos Sagrados Corações de Jesus e de Maria desde 1932. Os primeiros padres desta Congregação que aqui chegaram eram espanhóis (Recaredo Ventosa, Nicolau Guardião Miguel de Leon, Raimundo Fuentes, Teodosio Castilla). Desde então, por aqui passaram muitos religiosos dos Sagrados Corações. 
A partir do ano de 2000 e nos anos seguintes, o templo começou a sofrer uma série de novas intervenções, com restauração de seu telhado, pintura externa, e finalmente um novo jardim e nova iluminação, com lâmpadas de vapor de sódio, que o destaca a noite em toda a sua monumentalidade.
Foi inaugurado em 2015 o Museu de Arte Sacra e Popular e Sala Vocacional da igreja. 